# Lijst van Zweedse ministers van Buitenlandse Zaken
Dit is een lijst van ministers van Buitenlandse Zaken van Zweden sinds 1976.

## Ministers van Buitenlandse Zaken van Zweden (1976–heden)
| Minister van Buitenlandse Zaken | Minister van Buitenlandse Zaken | Minister van Buitenlandse Zaken       | Ambtstermijn             | Ambtstermijn      | Partij(en)                      | Premier(s)                    | Kabinet(en)  |
| ------------------------------- | ------------------------------- | ------------------------------------- | ------------------------ | ----------------- | ------------------------------- | ----------------------------- | ------------ |
|                                 | Karin Söder                     | Karin Söder (1928–2015)               | 8 oktober 1976           | 18 oktober 1978   | CP                              | Thorbjörn Fälldin (1976–1978) | Fälldin I    |
|                                 | Hans Blix                       | Hans Blix (1928)                      | 18 oktober 1978          | 12 oktober 1979   | FP                              | Ola Ullsten (1978–1979)       | Ullsten      |
|                                 | Ola Ullsten                     | Ola Ullsten (1931–2018)               | 12 oktober 1979          | 8 oktober 1982    | FP                              | Thorbjörn Fälldin (1979–1982) | Fälldin II   |
| Fälldin III                     | Ola Ullsten                     | Ola Ullsten (1931–2018)               | 12 oktober 1979          | 8 oktober 1982    | FP                              | Thorbjörn Fälldin (1979–1982) |              |
|                                 |                                 | Lennart Bodström (1928–2015)          | 8 oktober 1982           | 17 oktober 1985   | SAP                             | Olof Palme (1982–1986)        | Palme IV     |
|                                 | Sten Andersson                  | Sten Andersson (1923–2006)            | 17 oktober 1985          | 4 oktober 1991    | SAP                             | Olof Palme (1982–1986)        | Palme V      |
| Ingvar Carlsson (1996–2006)     | Sten Andersson                  | Sten Andersson (1923–2006)            | 17 oktober 1985          | 4 oktober 1991    | SAP                             | Carlsson I                    |              |
| Ingvar Carlsson (1996–2006)     | Sten Andersson                  | Sten Andersson (1923–2006)            | 17 oktober 1985          | 4 oktober 1991    | SAP                             | Carlsson II                   |              |
|                                 |                                 | Margaretha af Ugglas (1939)           | 4 oktober 1991           | 7 oktober 1994    | MS                              | Carl Bildt (1991–1994)        | Bildt        |
|                                 |                                 | Lena Hjelm- Wallén (1943)             | 7 oktober 1994           | 6 oktober 1998    | SAP                             | Ingvar Carlsson (1994–1996)   | Carlsson III |
| Göran Persson (1996–2006)       | Persson I                       | Lena Hjelm- Wallén (1943)             | 7 oktober 1994           | 6 oktober 1998    | SAP                             |                               |              |
| Göran Persson (1996–2006)       |                                 | Anna Lindh                            | Anna Lindh (1957–2003)   | 6 oktober 1998    | 11 september 2003               | SAP                           | Persson II   |
| Göran Persson (1996–2006)       | Persson III                     | Anna Lindh                            | Anna Lindh (1957–2003)   | 6 oktober 1998    | 11 september 2003               | SAP                           |              |
| Göran Persson (1996–2006)       |                                 |                                       | Jan Karlsson (1939–2016) | 11 september 2003 | 10 oktober 2003                 | SAP                           |              |
| Göran Persson (1996–2006)       |                                 | Laila Freivalds                       | Laila Freivalds (1942)   | 10 oktober 2003   | 21 maart 2006                   | SAP                           |              |
| Göran Persson (1996–2006)       |                                 | Bo Ringhol                            | Bo Ringholm (1942)       | 21 maart 2006     | 28 maart 2006                   | SAP                           |              |
| Göran Persson (1996–2006)       |                                 | Carin Jämtin                          | Carin Jämtin (1964)      | 28 maart 2006     | 24 april 2006                   | SAP                           |              |
| Göran Persson (1996–2006)       |                                 | Jan Eliasson                          | Jan Eliasson (1940)      | 24 april 2006     | 6 oktober 2006                  | SAP                           |              |
|                                 | Carl Bildt                      | Carl Bildt (1949)                     | 6 oktober 2006           | 3 oktober 2014    | MS                              | Fredrik Reinfeldt (2006–2014) | Reinfeldt I  |
| Reinfeldt II                    | Carl Bildt                      | Carl Bildt (1949)                     | 6 oktober 2006           | 3 oktober 2014    | MS                              | Fredrik Reinfeldt (2006–2014) |              |
|                                 | Margot Wallström                | Margot Wallström (Vicepremier) (1954) | 3 oktober 2014           | 10 september 2019 | SAP                             | Stefan Löfven (2014–2021)     | Löfven I     |
| Löfven II                       | Margot Wallström                | Margot Wallström (Vicepremier) (1954) | 3 oktober 2014           | 10 september 2019 | SAP                             | Stefan Löfven (2014–2021)     |              |
|                                 | Ann Linde                       | Ann Linde (1961)                      | 10 september 2019        | 18 oktober 2022   | SAP                             | Stefan Löfven (2014–2021)     |              |
| SAP                             | Ann Linde                       | Ann Linde (1961)                      | 10 september 2019        | 18 oktober 2022   | Löfven III                      | Stefan Löfven (2014–2021)     |              |
| SAP                             | Ann Linde                       | Ann Linde (1961)                      | 10 september 2019        | 18 oktober 2022   | Magdalena Andersson (2021–2022) | Andersson                     |              |
|                                 | Tobias Billström                | Tobias Billström (1973)               | 18 oktober 2022          | 10 september 2024 | MS                              | Ulf Kristersson (2022–heden)  | Kristersson  |
|                                 | Maria Malmer Stenergard         | Maria Stenergard (1981)               | 10 september 2024        | heden             | MS                              | Ulf Kristersson (2022–heden)  | Kristersson  |